# Combate de Acuchimay
El Combate de Acuchimay fue un enfrentamiento entre el jefe del Ejército del Centro, Andrés Avelino Cáceres, y el del Ejército del Sur, Arnaldo Panizo. Ocurrió el 22 de febrero de 1882, en plena Guerra del Pacífico.

## Antecedentes
Tras la ocupación de Lima, una junta de notables nombró como presidente provisorio a Francisco García Calderón. Este decide iniciar negociaciones de paz con Chile. Piérola, que era Jefe Supremo del Perú, nombra como comandante en jefe del Ejército del Centro a Andrés Avelino Cáceres. Existieron, pues, dos gobiernos: el de García Calderón apoyado por Lima y Chile y el de Piérola apoyado en ese momento por la mayoría de la población.
El contralmirante Lizardo Montero también desconoce a Piérola y acepta el puesto de Vicepresidente del gobierno de García Calderón. Sin embargo, para ese momento el gobierno de la Magdalena había sido desmantelado por el Ejército chileno. Cáceres, por su parte, reconoció como presidente del Perú a Montero.
El 9 de diciembre de 1881, Cáceres ordena al Ejército del Sur, comandado por Arnaldo Panizo, movilizarse a Huarochirí. En esos momentos ocurren varias deserciones, entre ellas las del coronel José Barredo y medio Regimiento Dos de Mayo, que imposibilitaron la movilización. Cáceres fue informado sobre este hecho y el día 30 ordena que se movilicen a Huancayo, pues el Ejército del Centro necesitaba urgentemente refuerzos.
Panizo se entera de las nuevas órdenes y, paralelamente, de la adhesión de Cáceres al gobierno de García Calderón. Panizo escribe al Jefe Político y Superior del Ejército del Centro una carta personal exponiendo su extrañeza y reafirmando que si eso era cierto, el Ejército del Sur se retiraría de la contienda. Cáceres decide someter el sur al gobierno.

## El combate
Cáceres escaló a caballo el cerro Acuchimay con su escolta. Las fuerzas de Cáceres apenas llegaban a 500 hombres; Panizo comandaba unos 1500. Sin embargo, durante el combate muchos hombres de Panizo se pasaron al lado de Cáceres. Arnaldo Panizo, consciente de las consecuencias de una guerra intestina en medio de un conflicto internacional, se rinde. Uno de sus coroneles, Juan Vargas Quintanilla, pudo haber atacado fatalmente a las fuerzas de Cáceres, pero convencido también de la necesidad de mantener unido el país en medio de la guerra, también entregó las armas.

## Consecuencias
Luego de este suceso, Cáceres entra triunfante a Ayacucho, ovacionado por el fervor popular. A los pocos días del triunfo cacerista, los vencidos fueron sometidos a consejo de guerra; pero Cáceres los indultó manifestándoles que los dejaba en libertad para que pudiesen rehabilitarse. 
El coronel Arnaldo Panizo nunca fue borrado del escalafón militar. El coronel Vargas Quintanilla se incorporó al Ejército del Centro.